# 안경률
안경률(安炅律, 1948년 7월 11일~)은 대한민국의 정치인이다. 제16·17·18대 국회의원이다.

## 학력
- 1967년 부산고등학교 졸업
- 1971년 서울대학교 문리과대학 문학부 철학 학사

### 비학위 수료
- 1996년 서울대학교 경영대학원 최고경영자과정 수료

### 명예 박사 학위
- 2009년 부경대학교 명예정치학 박사

## 경력
- 민주화추진협의회 노동부국장
- 민주화추진협의회 특별위원
- 2000년 5월 30일 ~ 2012년 5월 29일: 제16대 ~ 제18대 국회의원(부산 해운대구·기장군 을)
- 국회 정책연구위원
- 안응모 내무부 장관 특별보좌관
- 부산고등학교 총동창회장
- 한나라당 국민참여위원회 위원장
- 한나라당 상임전국위원회 부의장
- 한나라당 원내수석부대표
- 국회운영위원회 간사
- 한나라당 조직강화특별위원회 간사
- 한나라당 제1사무부총장
- 한나라당 부산광역시당 위원장
- 한나라당 사무총장
- 한나라당 재외협력위원회 위원장
- 존스홉킨스대학교 국제관계대학원 방문교수
- 부경대학교 석좌교수
- 새누리당 국책자문위원회 상근부위원장
- 제2대 지역경제진흥원 이사장
- 국민의힘 부산시당 4.7 부산시장 보궐선거 선거대책위원회 고문단장

## 가족 관계
- 어머니 : 김순도 ( ~ 2018년 6월 23일)
- 배우자 : 장남영
  - 딸 : 안규은
    - 사위 : 한덕수

## 역대 선거 결과
|  | 15.30% |

|  | 18.68% |

|  | 32.96% |

|  | 47.75% |

|  | 55.04% |

|  | 51.42% |

## 소속 정당
| 소속 정당 | 소속 정당  | 소속 기간 | 비고      |
| --------- | ---------- | --------- | --------- |
|           | 무소속     | 1984~1985 | 정계 입문 |
|           | 신한민주당 | 1985~1987 | 창당      |
|           | 무소속     | 1987      | 탈당      |
|           | 통일민주당 | 1987~1990 | 창당      |
|           | 무소속     | 1990      | 탈당      |
|           | 민주당     | 1990~1991 | 창당      |
|           | 민주당     | 1991~1992 | 합당      |
|           | 무소속     | 1992      | 탈당      |
|           | 민주자유당 | 1992~1995 | 입당      |
|           | 신한국당   | 1995~1997 | 당명 변경 |
|           | 한나라당   | 1997~2012 | 합당      |
|           | 새누리당   | 2012~2016 | 당명 변경 |
|           | 무소속     | 2016~2017 | 탈당      |
|           | 바른정당   | 2017      | 창당      |
|           | 무소속     | 2017      | 탈당      |
|           | 자유한국당 | 2017~2020 | 복당      |
|           | 미래통합당 | 2020      | 합당      |
|           | 국민의힘   | 2020~현재 | 당명 변경 |

## 같이 보기
- 해운대구·기장군 을
- 부산 해운대구의 국회의원
- 기장군의 국회의원